# Walter de Frece
Sir Abraham Walter de Frece (7 ottobre 1870 – 7 gennaio 1935) è stato un compositore, impresario teatrale e politico britannico, membro del parlamento dal 1920 al 1931 con il Partito Conservatore.
Sua moglie è stata la celebre cantante e attrice teatrale Vesta Tilley.

## Biografia
Era uno dei quattro figli di Henry (Harry) de Frece della Gaiety Music Hall di Camden Street, a Liverpool, agente nella Roscoe Arcade e dirigente teatrale. Henry de Frece aveva educato i suoi figli per tenerli fuori dal teatro, con Walter che frequentava il Liverpool Institute e una scuola in Belgio. Ma quando Walter tornò a casa, suo fratello maggiore Jack gestiva il teatro di legno Alhambra a Manchester Street, e Isaac gestiva il vecchio teatro reale a Clayton Square, entrambi a Liverpool. Il fratello minore di Walter, Lauri de Frece, divenne in seguito un famoso comico.

## Carriera teatrale
Scrisse la gran parte delle canzoni di sua moglie, l'impersonatrice maschile Vesta Tilley. Notando il declino della popolarità del melodramma e l'aumento delle entrate del music hall, de Frece si assicurò l'affitto del Metropole Theatre a Camberwell che trasformò in Camberwell Empire. Nel 1908 acquistò il vecchio Metropole a Birkenhead, ribattezzato The New Birkenhead Hippodrome.
Dopo il pensionamento del collega impresario Thomas Barrasford, de Frece acquistò la maggior parte di Barrasford Halls, formando nel 1914 la holding Variety Theatres Controlling Company Ltd.

## Carriera politica
Sir Walter fu eletto per la prima volta come deputato per Ashton-under-Lyne alle elezioni suppletive nel 1920, rieletto alle elezioni generali del 1922 e alle elezioni generali del 1923. Alle elezioni generali del 1924 si trasferì nella più promettente circoscrizione di Blackpool.